# +972 Magazine
+972 Magazine es una revista independiente en línea y sin ánimo de lucro, fundada en 2010 en Israel por un grupo de periodistas palestinos e israelíes. Su objetivo consiste en ofrecer reportajes en profundidad, análisis y opiniones sobre el terreno en Israel y Palestina, mostrando perspectivas que son a menudo marginadas en los relatos convencionales. Según afirma en su web, la revista no representa a ninguna organización ni partido político y publica una amplia variedad de puntos de vista que no representan necesariamente las opiniones del equipo editorial. El nombre del sitio procede del prefijo telefónico 972 que comparten Israel y Palestina.
La publicación se edita en inglés y mantiene una estrecha colaboración con la web de noticias en hebreo Local Call (Sikha Mekomit).

## Fundación y organización
La revista se fundó cuando Lisa Goldman, Noam Sheizaf, Ami Kaufman y Dimi Reider se reunieron en Tel Aviv y decidieron crear una plataforma conjunta. Todos eran periodistas en activo y tenían blogs en inglés que se dirigían a una audiencia internacional. Acordaron que todos los blogueros de la revista tenían total libertad para escribir lo que querían y cuando les apetecía, haciéndolo gratis. La revista tiene un redactor jefe, pero los blogueros pueden despedirlo si lo desean.
La revista no tiene estructura jerárquica. Sheizaf se encarga de las cuestiones financieras y administrativas, así como de la incorporación de nuevos colaboradores que el grupo aprueba mediante voto y que pueden ser rechazados. Dos redactores rotatorios, que luego pasaron a ser uno solo, revisan los textos y hacen una revisión jurídica de cada artículo. No tocan los textos más allá de corregir erratas, y si ven algo que hay que cambiar por motivos legales, lo notifican al autor antes de hacer el cambio. Los redactores envían sugerencias de artículos y preguntan si alguien estuviera interesado, pero no hay encargos propiamente dichos.

## Financiación
La revista se financia en gran medida con las aportaciones de los lectores. Además, la Fundación Heinrich Böll, un grupo de reflexión alemán afiliado al Partido Verde alemán, aportó 6000 euros de financiación el primer año en 2010, y sigue aportando algunos fondos. Según The Nation, el Fondo para la Justicia Social del New Israel Fund concedió a +972 10.000 dólares el primer año, y le otorgó una subvención anual de 60.000 dólares a principios de 2012.
Entre 2018 y 2021, +972 y su socio, Local Call, recibieron 450.000 dólares de Open Society Foundations.

## Lectores
El equipo del sitio web afirma que la gran mayoría de los lectores de +972 viven fuera de Israel, con alrededor del 40% en los Estados Unidos y el 20% en los territorios palestinos. Según el CEO Noam Sheizaf, alrededor del 20% de sus lectores son israelíes. Los políticos israelíes de izquierda Akiva Eldar y Merav Michaeli dijeron a The Nation que los israelíes desconocían en su mayoría la existencia de +972, y Michaeli lo describió simplemente como «no relevante» para la política israelí.

## Local Call
Local Call (en hebreo: שִׂיחָה מְקוֹמִית‎, romanizado: Sikha Mekomit) es una web de noticias en hebreo cofundada y coeditada por Just Vision y 972 Advancement of Citizen Journalism (que también publica +972 Magazine). Se declara comprometida con la democracia, la paz, la igualdad, la justicia social, la transparencia, la libertad de información y la resistencia a la ocupación israelí. Varios redactores de Local Call y +972 Magazine publican en ambas plataformas.
En 2016, Local Call publicó una exclusiva sobre un complejo de cines de Jerusalén que se negaba a trabajar con taxistas palestinos, historia que recogió el principal canal de noticias israelí, Channel 2. La web también publicó la serie «Licencia para matar», en la que se examinaban casos en los que soldados de las Fuerzas de Defensa Israelíes dispararon y mataron a palestinos sin una provocación clara, sin consecuencias para los soldados, un tipo de incidente del que no suelen informar los principales medios de comunicación en lengua hebrea.